# Lulua
Lulua - prowincja w Demokratycznej Republice Konga, która ma powstać na mocy konstytucji przyjętej w 2006 roku; obecnie w granicach prowincji Kasai Zachodnie. Stolicą prowincji ma być Kananga.